# Avibras
A Avibras Indústria Aeroespacial é uma empresa brasileira que projeta, desenvolve e fabrica produtos e serviços de defesa. Sua gama de produtos abrange tanto sistemas de artilharia e defesa de aeronaves, foguetes e mísseis, como sistemas de armas ar-solo e superfície-superfície, incluindo sistemas de foguetes de artilharias, sistemas ar-solo de 70 mm e mísseis guiados multifunção de fibra óptica. Também fabrica veículos blindados.
A Avibras também é fabricante de veículos de transporte civil por meio de uma divisão chamada Tectran, equipamentos de telecomunicações, equipamentos eletrônicos industriais (Powertronics), pintura automotiva e explosivos.
Tem sede em São José dos Campos, Brasil.

## Histórico
A Avibras foi uma das primeiras indústrias aeroespaciais surgidas na região de São José dos Campos em função da formação de recursos humanos especializados pelo ITA. A Avibras (de “aviões brasileiros”) foi criada em abril de 1961 por Olympio Sambatti, ao lado de José Carlos de Sousa Reis, Aloysio Figueiredo e João Verdi de Carvalho Leite, todos engenheiros recém-formados pelo ITA. Em seus anos iniciais, a empresa trabalhou no desenvolvimento de uma aeronave de treinamento para a Força Aérea Brasileira, o projeto Falcão, um monomotor de asa baixa e estrutura em material composto.
Nas décadas seguintes trabalhou no desenvolvimento em conjunto com o CTA (Centro Técnico Aeroespacial) no desenvolvimento de diversos foguetes de sondagem.
Com o conflito entre Irã e Iraque, houve o primeiro grande contrato internacional para a empresa na área de defesa, o desenvolvimento do sistema ASTROS II, sistema de artilharia de saturação.

## Principais produtos

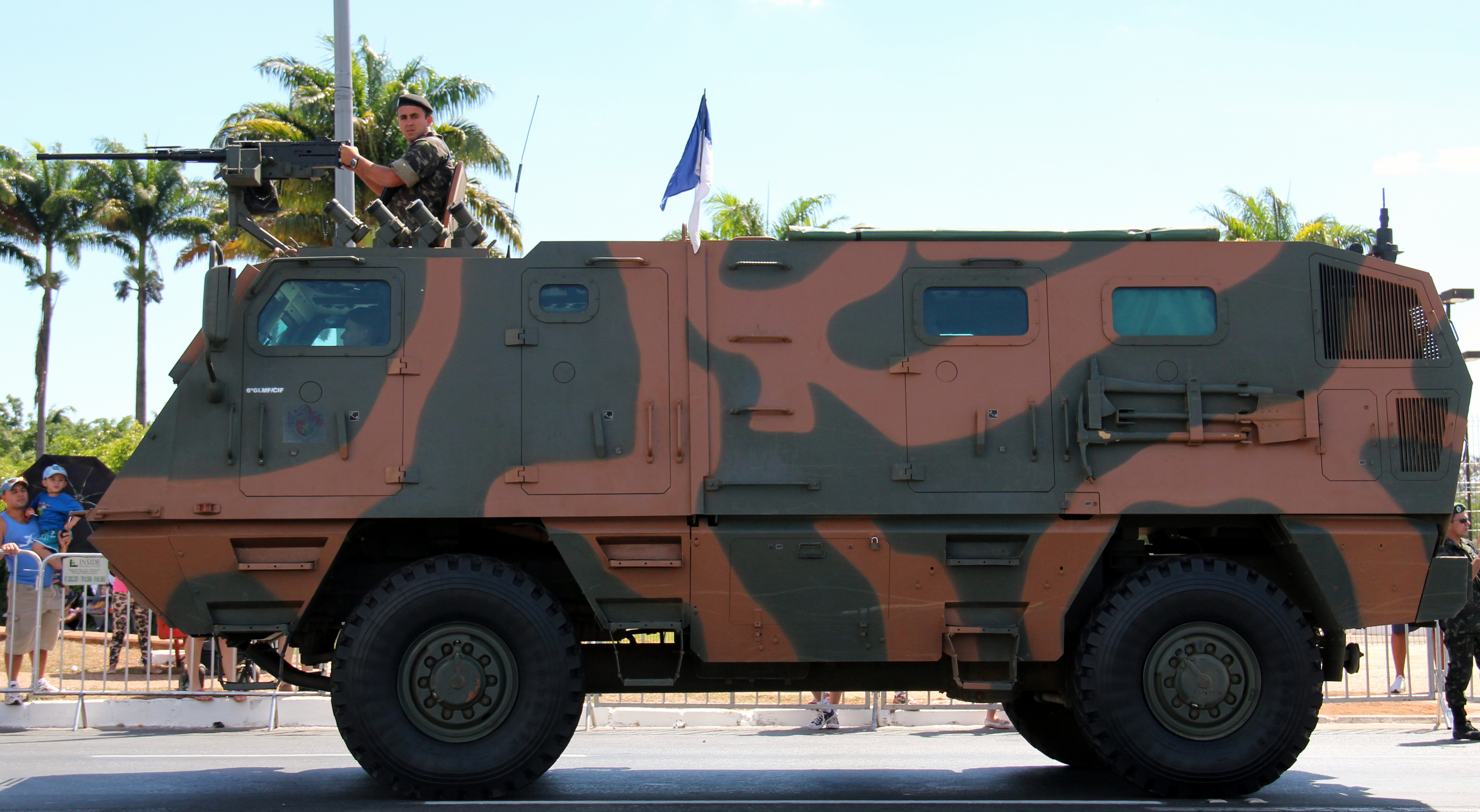
Avibras AV VBL 4x4.

### Em produção
- Astros II: Lançador múltiplo de foguetes e importante produto da Avibras, utilizado em seis países. O Astros II foi decisivo para deter a ofensiva iraniana durante a Guerra Irã-Iraque (1980–1988) e foi usado pela Arábia Saudita contra as forças iraquianas durante a Operação Tempestade no Deserto (1991);[6][7][8][9][10]
- AV VBL 4x4: É um veículo blindado de transporte de pessoal, utilizado pelo Exército da Malásia.[11]
- Guará 4x4: É outro veículo blindado de transporte de pessoal brasileiro;[12]
- AV-SS 12/36: um lançador de foguetes múltiplo leve. Pode disparar foguetes com peso de até 6 kg e alcance de até 12 km;
- Astros Hawk: O ASTROS HAWK foi concebido para apoiar as forças ligeiras através da utilização de veículos-lançadores de alta mobilidade e uma variedade de munições. A munição é compatível com o Sistema ASTROS II. O sistema pode colocar um grande volume de fogo em um período muito curto de tempo, em faixas de até 12 km;
- SKYFIRE: Com base em sua larga experiência com o SBAT 70 (Sistema Brasileiro Ar-Terra), a AVIBRAS desenvolveu e passou a produzir e exportar para seus clientes o mais avançado sistema de foguetes de 70 mm, o SKYFIRE, um sistema ar-solo de alto desempenho sistema de foguetes para emprego em qualquer tipo de aeronave de combate ou helicóptero;[13]
- EDT-FILA: Equipamento de controle de fogo de defesa antiaérea de última geração, para detecção de aeronaves e mísseis em baixa altitude, direcionando o fogo de canhões e mísseis antiaéreos;[14]
- VANT Falcão: Um monomotor, material e estrutura composta de asa baixa para Veículo Aéreo Não Tripulado MACHO;
- TUPI 4x4: Veículo blindado com tração nas quatro rodas baseado no Renault Sherpa, oferecido com a concordância do Exército Brasileiro;[15]
- Avibras Falcão UAV: Aeronave Remotamente Pilotada (ARP), destinada a missões de reconhecimento, aquisição de alvos, apoio à direção de tiro, avaliação de danos e de vigilância terrestre e marítima.[16][17]

### Em desenvolvimento
- MANSUP: Desenvolvido em conjunto com a Mectron para a Marinha do Brasil. É um míssil antinavio com alcance de cerca de 180 km. Desenvolvido a partir do projeto de repotenciação de mísseis MBDA MM40 Exocet Bloco III da Marinha do Brasil com tecnologia transferida pelo MBDA;[18]
- AV-TM 300: Um GPS e/ou míssil guiado por laser, seu alcance é de até 300 km. Não há apoio do governo brasileiro para este projeto;
- FOG-MPM: Em fase de testes, a nova geração FOG-MPM (Míssil Multipropósito Guiado por Fibra Ótica), utiliza fibra ótica para permitir ao operador, sem linha de visão do inimigo, guiar o míssil até a aquisição e destruição do alvo.O uso de fibra óptica para orientação também torna o míssil imune ao ECM (Contador Eletrônico) inimigo. Com o alcance atual de até 20 quilômetros, e a possibilidade de ser estendido para mais de 100 quilômetros, o FOG-MPM também pode ser empregado como uma munição adicional para o Sistema ASTROS II. Hoje seu emprego é contra tanques, helicópteros e fortificações;
- Astros 2020: Nova versão melhorada do lançador múltiplo Astros II, capaz de lançar o míssil de cruzeiro AV-TM 300;
- A-Darter: Um míssil ar-ar de quinta geração infravermelho de curto alcance ("busca de calor").

## Recuperação judicial
Em 18 de março de 2022, a empresa pediu pela terceira vez em sua história recuperação judicial por conta da pandemia de Covid-19. Mais de 400 funcionários foram demitidos. As dividas calculadas, chegam a R$ 570 milhões.

## Situação atual
Em abril de 2024, a DefendTex, empresa australiana, propôs adquirir a empresa, que tem uma dívida de mais de R$ 600 milhões ou cerca de € 80 milhões, dos quais R$ 14,5 milhões são devidos aos trabalhadores. Em junho de 2024, o governo australiano decidiu não apoiar financeiramente a DafendTex na aquisição da Avibras. A Norinco também está interessada na Avibrás, com 49% de participação, se a DefendTex não conseguisse levantar US$ 70 milhões do Crédito do Governo Australiano para sua aquisição e transferir capacidade avançada de fabricação de mísseis do Brasil para a Austrália. A Avibrás deve ser avaliada em US$ 200 milhões, demitiu 420 funcionários, um terço de sua força de trabalho em 2022, os que permaneceram não foram pagos por mais de um ano. Sua dívida é estimada em R$ 570 milhões (US$ 104,5 milhões) em 2022 e já havia disparado para R$ 700 milhões (US$ 128,480 milhões) em 2024. O deputado federal Guilherme Boulos apresentou em 18 de julho de 2024 na Câmara dos Deputados uma proposta do Governo Federal para desapropriar o setor em R$ 2 bilhões, para que o próprio governo brasileiro dê continuidade ao desenvolvimento dos projetos em andamento e novos.

## Galeria

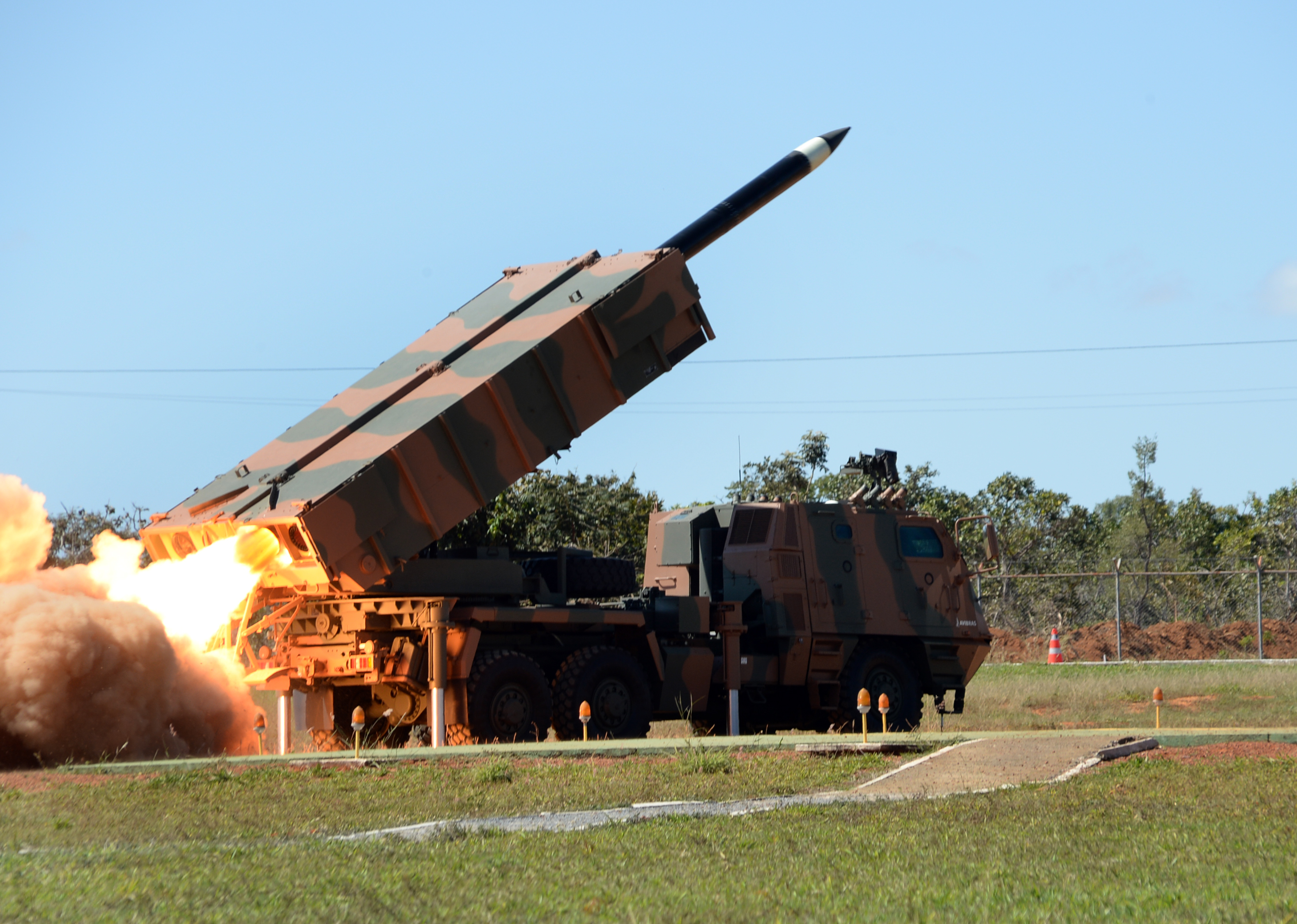
Sistema de foguete de saturação de artilharia, Astros II MK6
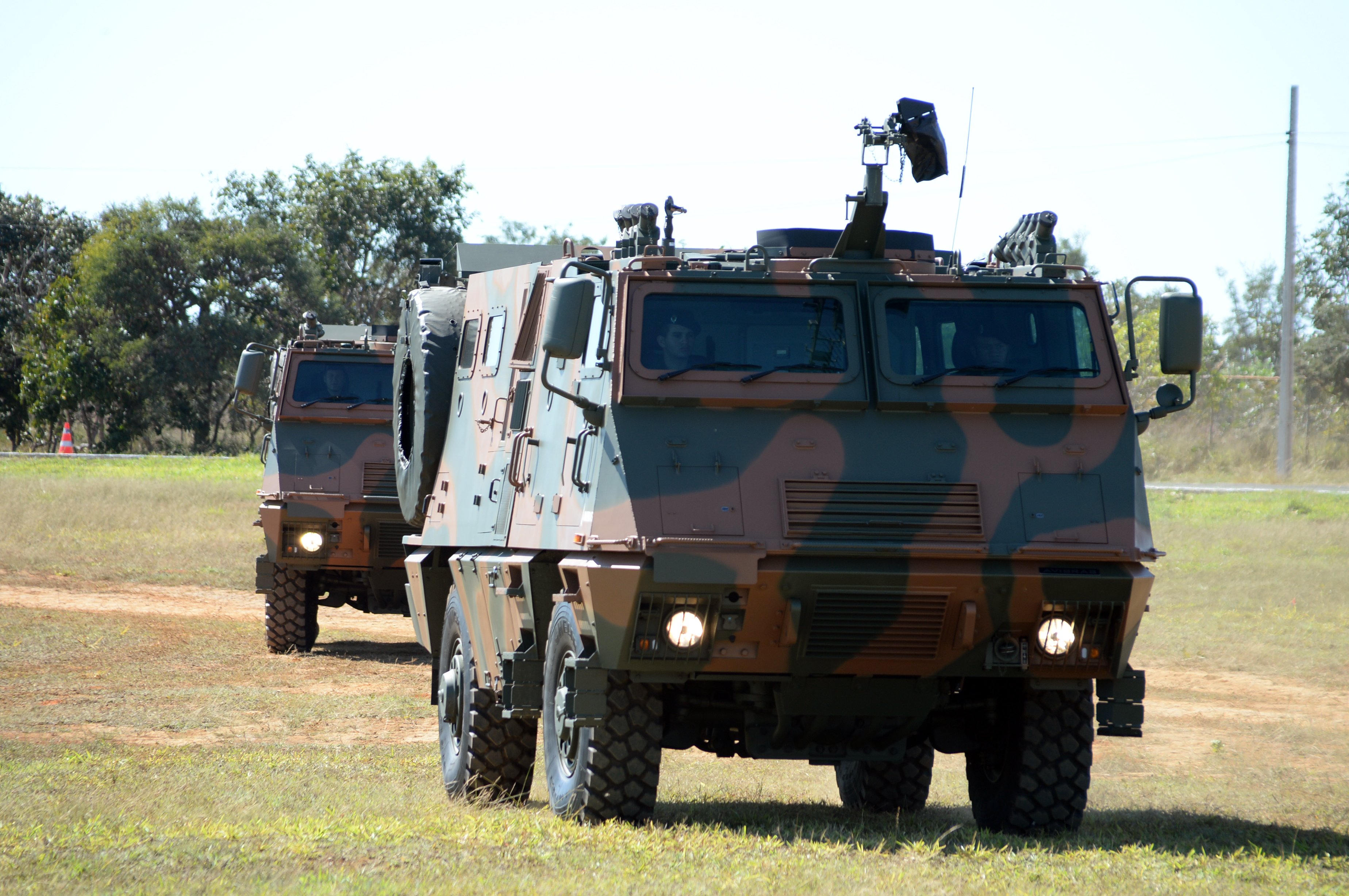
Veículo blindado de transporte de pessoal AV VBL 4×4
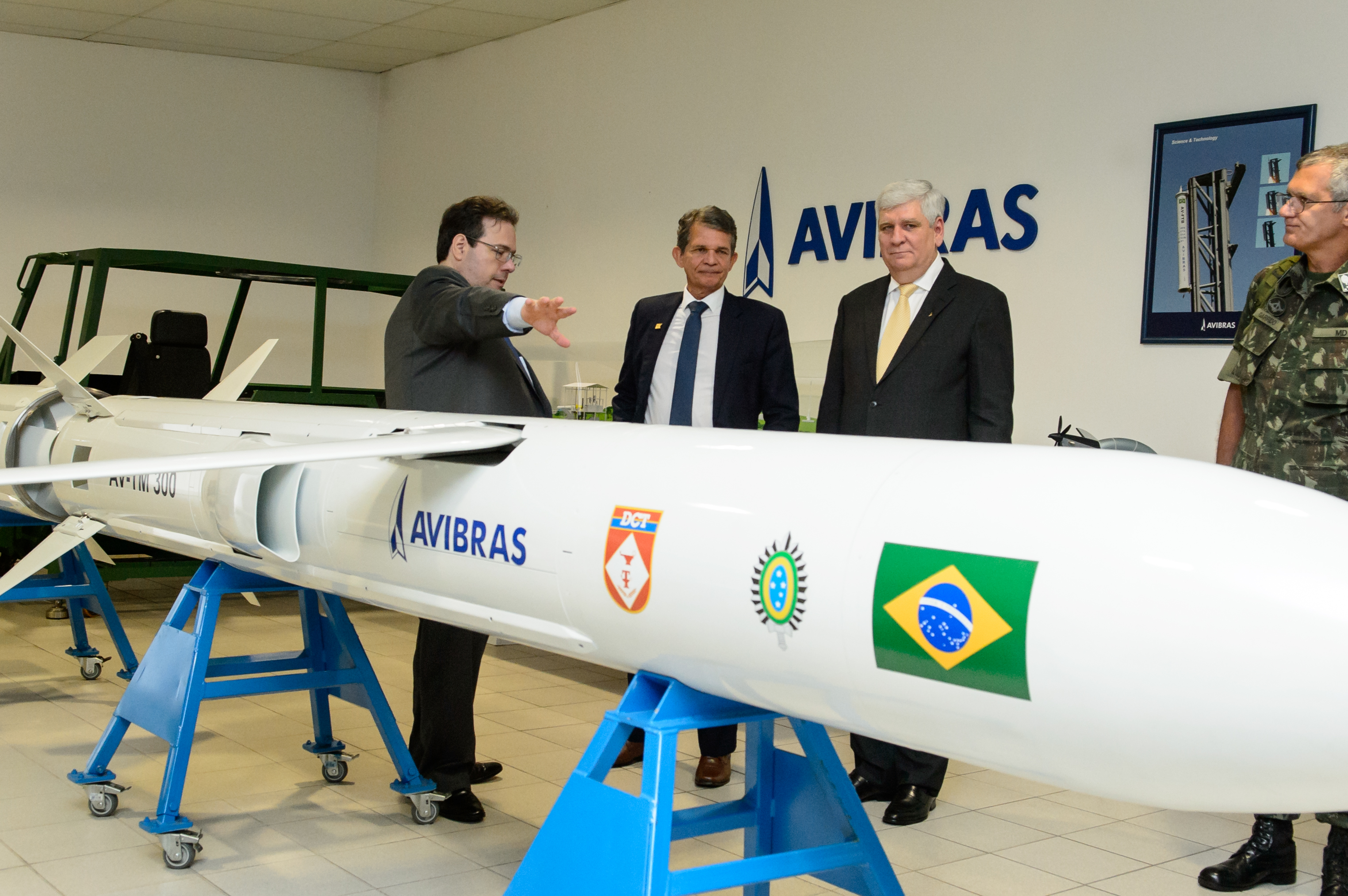
AV-TM 300
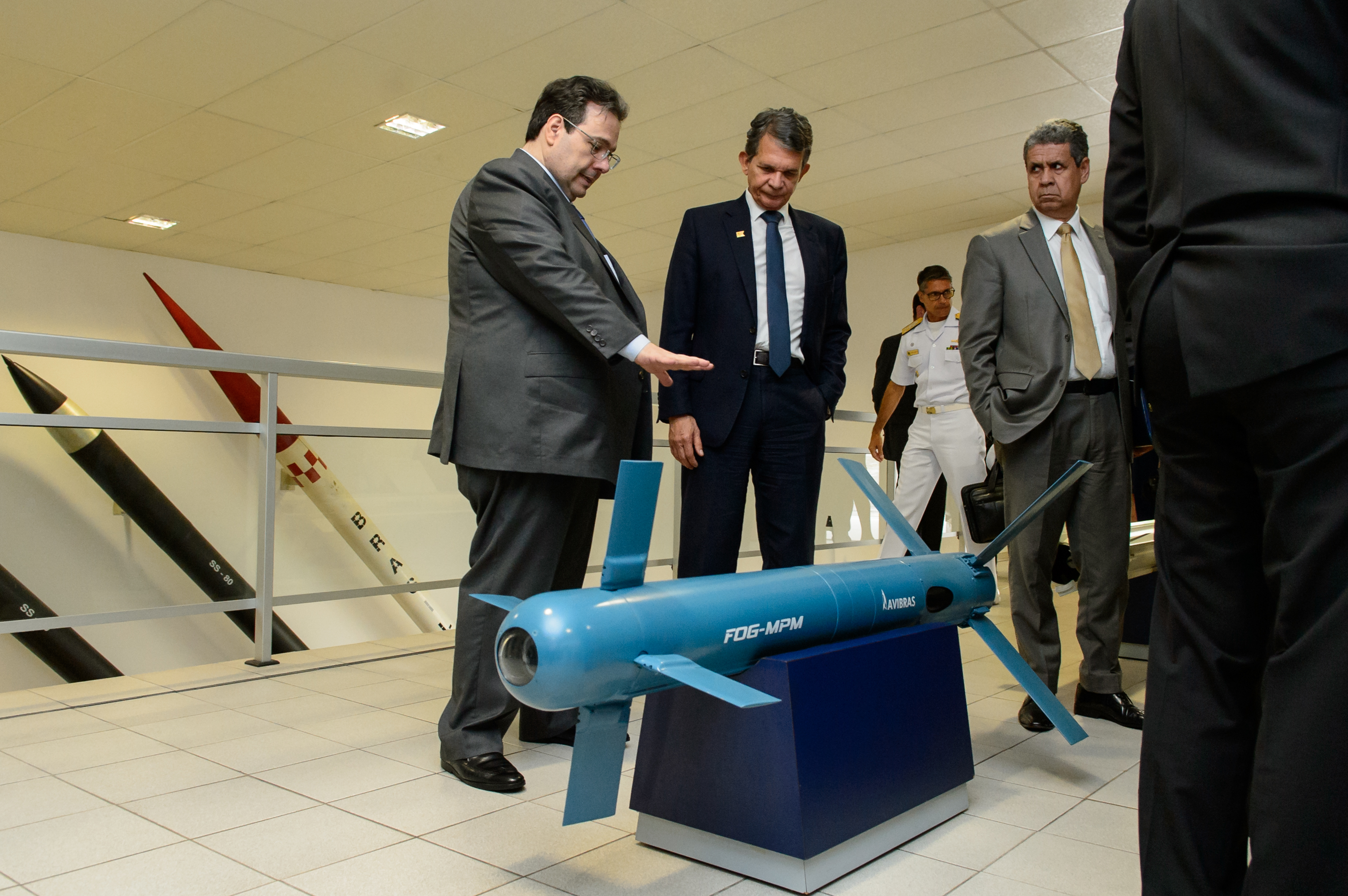
FOG-MPM